# Chorvatská diaspora

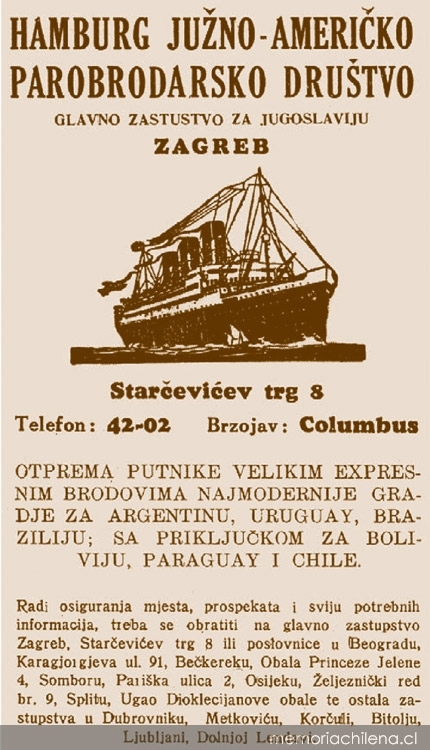
Plakát v chorvatštině z počátku 20. století s nabídkou lodních spojů do Jižní Ameriky.

Příslušníci chorvatského národa žijí kromě Chorvatska a Bosny a Hercegoviny také v celé řadě komunit po celém světě. Souhrnně se jim říká chorvatská diaspora a představuje ji několik milionů obyvatel.

## Historický vývoj
Podobně jako české země i Chorvaty osídlená území prošla několika vlnami emigrací, které byly způsobeny ať už z důvodů vleklých válek s Osmanskou říší či jinými zeměmi, nebo z důvodů ekonomických.
V 20. století v souvislosti s totalitními režimy navíc přibyla i emigrace z politických důvodů. Nemalá část chorvatské diaspory byla v 2. polovině 20. století nepřátelská k socialistické Jugoslávii, ať už z důvodu sjednocení jižních Slovanů do jednoho státu nebo socialistickému zřízení a politickému systému vlády jedné strany. Zvláštní kapitolou je i ekonomická migrace chorvatského obyvatelstva v 60. a 70. letech, především do zemí Západní Evropy.
Trend vystěhovalectví z Chorvatska pokračuje i po vzniku nezávislé republiky, a to vzhledem ke komplikované hospodářské situaci země.[zdroj?]

## Rozmístění a význam
Největší chorvatské komunity mimo Chorvatsko a Bosnu a Hercegovinu se nacházejí ve Spojených státech a Chile (cca okolo 400 000 lidí), dále také v Argentině. Rovněž je početné obyvatelstvo chorvatského původu přítomné i v Austrálii a na Novém Zélandu. Podle informací německého sčítání lidu žilo v roce 2006 na území Německa 228 000 Chorvatů, některé odhady uvádějí i vyšší čísla.[zdroj?] V České republice je chorvatská komunita rovněž přítomna; ať už se jedná o tzv. moravské Chorvaty, či emigranty, kteří opustili svojí vlast během války v 90. letech.
Podobně jako je tomu i v jiných balkánských zemích, resp. republikách bývalé Jugoslávie (snad s výjimkou Slovinska, i v Chorvatsku představuje diaspora značný zdroj prostředků, které Chorvatsko pravidelně získává. Z komunity úspěšných emigrantů přicházejí nejen finance pro příbuzné ve vlasti, ale také v případě firem i rozsáhlé investice. Tento příjem představuje zhruba okolo 2-3 % chorvatského HDP.
V Chorvatsku spravuje záležitosti týkající se vztahu s diasporou Státní úřad pro Chorvaty mimo Republiku Chorvatsko (chorvatsky Državni ured za hrvate izvan Republike Hrvatske).